# ETSI ES 203-021
ETSI ES 203-021 és una norma europea de telecomunicacions publicada per l'ETSI. Tot equip telefònic cal que segueixi aquesta normativa per a poder-se connectar a la xarxa telefònica commutada. [1]
ES 203-021[2][3][4] remplaça la norma ETSI TBR21.
Als EUA aquesta norma està a la comissió FCC Títol 47 part 68 [5], que s'encarrega de la connexió directa dels terminals a la xarxa de telefonia pública.[4]

## Parts de la norma ES 203-021

### ES 203-021-1
Aspectes generals.

### ES 203-021-2
Transmissió bàsica i Proteccions de la xarxa.

### ES 203-021-3
Intercomunicació bàsica amb la xarxa telefònica commutada. [1]